# Сливен
Слѝвен (изписване до 1945 година: Сливенъ) е град в Югоизточна България. Той е осмият по големина в страната и е административен център на община Сливен. Сливен е известен като Градът на стоте войводи, свързани с хайдушкото движение. Населението на града по данни от преброяването през септември 2021 г. е 80 467 жители. По данни на ГРАО към 15 юни 2024 г. в града живеят 88 387 души по настоящ адрес и 104 509 души по постоянен адрес.

## География

### Разположение
Град Сливен е разположен в подножието на южните склонове на Сливенската планина, с която започва Източна Стара планина. Границите на Сливенската планина се определят от прохода „Вратник“ и Сливенския проход. За нея са характерни стръмни и скалисти склонове и дълбоки нарези от притоците на Тунджа и Луда Камчия. Първенец е връх Българка с височина 1181 m. На север и североизток от града е разположен природният парк „Сините камъни“, който обхваща близо единадесет хиляди и половина хектара от Сливенския Балкан.
Сливенското поле е последното от подбалканските в източна посока, тъй като това, което наричаме Средна гора, в орографски план се извива на юг при Сливен. Нейните морфографски продължения са Бакаджиците, разклонението Св. Илийски възвишения, Манастирските възвишения и Сакар на територията на България. До първата четвърт на XIX век Сливенското поле е част от Розовата долина, но изселническите вълни от града след Руско-турските войни от 1806 – 1812 и 1828 – 1829 г. довеждат до упадък на производството на розово масло. Източно от града се намира „Долината на прасковите“, чиито огромни плодови масиви претърпяват обновление през първото десетилетие на XXI век.
Сливен се намира на 309 km от столицата София, на 177 km от Пловдив, на 211 km от Варна, на 113 km от Бургас и на 130 km от границите с Република Гърция и Република Турция. Предвижда се през Сливен да преминава трасето на Паневропейски транспортен коридор 8.
Разположението на Сливен е благоприятно, защото е на кръстопът – близо е до Прохода на Републиката, също и до пътен възел „Петолъчката“, свързващи Северна и Южна България, връзката към построената автомагистрала Тракия е на 15 km в посока юг (към Ямбол), а главният път между Бургас и София свързва пристанище Бургас и летище Бургас с централната част на страната.
- „Сините камъни“ и в подножието – град Сливен
- На преден план се виждат „Сините камъни“ и лифтовата станция, а в далечината – южните склонове на Стара планина в посока запад
- „Сините камъни“ от Хисарлъка

### Климат
Градът попада в зоната на преходно-континенталния климат и географски е разположен в подбалканското Сливенско поле. Има изразена четирисезонност – зимата е мека, лятото относително топло, есента е по-продължителна от пролетта. Характерен е падащият вятър бора, който духа при по-ниски температури в Северна България.
| Климатични данни за Сливен         | Климатични данни за Сливен | Климатични данни за Сливен | Климатични данни за Сливен | Климатични данни за Сливен | Климатични данни за Сливен | Климатични данни за Сливен | Климатични данни за Сливен | Климатични данни за Сливен | Климатични данни за Сливен | Климатични данни за Сливен | Климатични данни за Сливен | Климатични данни за Сливен | Климатични данни за Сливен |
| Месеци                             | яну.                       | фев.                       | март                       | апр.                       | май                        | юни                        | юли                        | авг.                       | сеп.                       | окт.                       | ное.                       | дек.                       | Годишно                    |
| Средни максимални температури (°C) | 5,2                        | 8,9                        | 12,1                       | 17,8                       | 24                         | 26,6                       | 28,9                       | 35,0                       | 25,7                       | 15,4                       | 18,6                       | 9,3                        | 18,96                      |
| Средни температури (°C)            | 1,4                        | 4,6                        | 6,9                        | 12,4                       | 17,8                       | 21,2                       | 23,6                       | 26,3                       | 19,8                       | 11,2                       | 12,8                       | 4,5                        | 13,54                      |
| Средни минимални температури (°C)  | −1,7                       | 1,1                        | 2,8                        | 8                          | 12,5                       | 16,7                       | 18,8                       | 20,9                       | 15,1                       | 8                          | 8,8                        | 0,7                        | 9,31                       |
| Средни месечни валежи (mm)         | 43                         | 46                         | 33                         | 61                         | 74                         | 61                         | 51                         | 30                         | 30                         | 61                         | 66                         | 64                         | 620                        |
| ---------------------------------- | -------------------------- | -------------------------- | -------------------------- | -------------------------- | -------------------------- | -------------------------- | -------------------------- | -------------------------- | -------------------------- | -------------------------- | -------------------------- | -------------------------- | -------------------------- |
| Източник: Stringmeteo              |                            |                            |                            |                            |                            |                            |                            |                            |                            |                            |                            |                            |                            |

### Води
През Сливен текат три реки: Асеновска, известна и като Асеновица или Коруча, Манастирска река и Новоселска река, като Манастирска е приток на Новоселска. Всички те се вливат в Тунджа, а чрез нея и в Бяло море. Най-голямата река, която тече в близост до Сливен, е Тунджа.

## История

### Име
Стари форми на името Сливен са Савулен, Цоида, Туида, Ислимие, Истлифанос, Селимно, Свилне, Сливно, Сливне.
Назован като Сливно (Sliwno) може да се види на етноложка карта за разпространението на елинизма, съставена от проф. Георгиос Сотериадис от Атинския университет. Датира от началото на XX в., вероятно към 1916 г.
В своята книга „Произходъ и значение на имената на нашитѣ градове, села, рѣки, планини и мѣста“ Васил Миков извежда името на Сливен като название на място, където три реки се сливат.

### Античност
Следи от най-стари селища на територията на Сливен са датирани към новокаменната епоха – шестото хилядолетие пр.н.е. Останки от примитивни каменни сечива са открити в местността Хисарлъка. Там са намерени и следи от тракийско селище от V – III век пр.н.е., сред които тракийска керамика и елинистични монети. Околността на днешния град Сливен е била заселена от тракийските племена асти, кабилети и селети. Тяхната независимост просъществувала до времето на Филип Македонски и Александър Велики, които ги покорили, но не за дълго. През същата епоха походи през Сливенско извършват персите, келтите и бастарните.
През II век пр.н.е. започват римските завоевания в Североизточна Тракия. Районът на Сливен става част от Римската империя най-вероятно около 72 – 71 г. пр.н.е, когато са покорени Кабиле и Аполония. През 46 г. пр.н.е. землището на града е включено в новосъздадената римска провинция Тракия.
Нов етап от обитаването на Хисарлъка е от началото на новата ера – II – IV век. От този период са намерени и първите писмени източници за наименованието на тогавашното селище – Туида. Името най-вероятно е тракийско, с неясно значение. Споменато е и от Хиерокъл, който го определя като един от четирите града в източноримската провинция Хемимонтус, създадена като част от диоцеза Тракия при Диоклециан, освен столицата ѝ Адрианопол, а също така и от Прокопий Кесарийски в „За строежите“. За нуждите на този град е построен и римският път от Анхиало по горното течение на Тунджа до Сердика на запад.
В намерен надпис от началото на III век селището е наречено „тържище“ и най-вероятно е спадало към територията на града Августа Траяна (дн. Стара Загора). Добрите икономически възможности на селището са видни и от светилището на Зевс и Аполон, което е открито на територията му.
След преместването на столицата на Римската империя в Константинопол селището е укрепено, като е издигната крепост върху хълма. Използваната техника е с триредови тухлени пояси и пристенни стълбове, които са завършвали с тухлени арки. Имало е и таен проход към реката на запад.
Крепостта избягва нашествието на готите през 378 г., но е разрушена при набезите на хуните през V век. Възобновена е по време на император Анастасий I (491 – 518 г.), като новата крепост запазва плана на старата, но е значително по-укрепена. Тухлените пояси вече са петредови, добавени са и каменни стълбища на източната и южната стени. Започнат е строежът и на допълнителна защитна стена на един метър и осемдесет сантиметра външно от основната.
Във вътрешността на античната крепост, близо до нейната източна стена, са разкопани останките на базилика с баптистерий, функционирала през V-VI век. Тя е била разрушена най-вероятно от хуните и възстановена по времето на Юстиниан I. По-голяма църква е открита южно от крепостта, в днешния квартал „Ново село“ – тя е построена през V век и разширена през VI век. Това свидетелства, че селището не се е ограничавало само до територията на укреплението – около 40 декара, а се простира и в околната местност.
От „Списъка на Епифан“ става ясно, че градът Туида/Цоида е седалище на епископ, подчинен на Адрианополската митрополия. С последното е свързан и любопитният факт, че до това време епископско седалище е бил по-големият и богат град Кабиле. През 4 в., най-вероятно поради близостта на двата града, които са в различни провинции, Кабиле е напуснат, а населението му – преместено в Диоспол – днешен Ямбол. Седалището на епископа обаче по неизвестни причини е преместено в Туида, което много вероятно е сложило началото на пословичното съперничество между Сливен и Ямбол.
Туида/Цоида престава да съществува около 598 – 599 г., когато отново е разрушен, най-вероятно от авари и славяни. Съществува хипотеза, че това е станало като част от голяма битка между аварите и византийския генерал Коменциус.

### Средновековие и османско владичество
Районът на Сливен влиза в пределите на Първата българска държава около 705 г. като част от заселената със славяни област Загоре, дадена на Тервел според договора му с византийския император Юстиниан II Ринотмет. На мястото на Туида възниква старобългарско селище, чието име е неизвестно. Началото му не е датирано, но е преди 870 г., откогато е намерен оловен печат на княз Борис-Михаил. Българите ремонтират крепостните стени, дори водопровода при северната порта. Строят се нови сгради във вътрешността, някои от които са облицовани с мраморни плочи, изработени в каменоделни ателиета в Преслав. От този период са открити няколко тухли с гравиран върху тях прабългарския знак „ипсилон“, фланкиран с две хасти.
В раннобългарското селище в м. Хисарлъка от палеоорнитолога проф. Златозар Боев са открити костни останки от 14 вида диви и домашни птици от 10 – 12 в. Находките от ястребов орел (Aquila fasciata) и глухар (Tetrao urogallus) са сред най-редките в страната. Птицевъдството се основавало на отглеждането на домашна кокошка (Gallus gallus f. domestica) и домашна гъска (Anser anser f. domestica). Намирането на останки от 4 екз. на голям ястреб (Accipiter gentilis) предполага, че жителите на селището са практикували ястребарството – лов с обучени хищни птици. Това е косвено доказателство за техния висок материален статус.
Градът продължава да съществува и след унищожаването на Първата българска държава. В средата на Х век за кратко е бил във владение на печенегите, след което започва упадък. През 1153 г. Сливен за пръв път е споменат със сегашното му име от арабския географ Ал Идриси, който пише, че той бил „прочут още и от по-старо време“. Крепостта е напусната и престава да се използва като отбранително съоръжение през XIII век.
По време на Втората българска държава е център на духовен живот. В околностите му са построени двадесет и четири манастира, които оформят комплекс, наричан „Малка Света гора“. При цар Иван Александър Сливен е град в граничната област с ромейската държава.
По време на османското нашествие средновековният град и крепостите са разрушени и през 1388 г. манастирите са опожарени. Сведение за Сливен под името Ислимие има в турски регистри от 1609 и 1668 г.
В бележника на Моше Алеви Назир от 1668 г. е посочено, че из местата, по които той е минавал, Сливен се отличава като еврейски център. Към 1859 г. в Сливен живеят 30 еврейски семейства, за чиито нужди има изградени една синагога и едно еврейско училище.
През 1848 г. градът преминава от Силистренския към Одринския вилает.

### Възраждане
Градът е селище на силно хайдушко движение против османските завоеватели и става известен като „градът на стоте войводи“. Сред тях са Хаджи Димитър, Злати войвода и Панайот Хитов. В качеството си на главен свещеник на Българското опълчение отец Амфилохий от Сливен освещава Самарското знаме в Плоещ. Известни обекти в Сливенската планина, свързани с хайдушкото движение, са: м. Кушбунар, вр. Българка, м. Габрова поляна, м. Джендем дере, м. Равна поляна, м. Гунчов кайнак, м. Хайдушко кладенче, Хайдушки дол, м. Харамията, Керемидената къшла, м. Матей, Рамадана, Футула (пещера), Кална усоя, Хайдушка пътека.
През XVII век Сливен се развива като занаятчийско средище и придобива известност с производството на пушки, пищови, железни сечива. Сто работилници произвеждат дневно петстотин цеви. В чаршията всеки ден отварят врати 984 дюкяна. 35 хана приютяват гостите на града.
През Възраждането Сливен се оформя като важен търговско-занаятчийски и културно-просветен център. Градската част е разделена на жилищна, търговско-занаятчийска и административна. С усилията на Добри Чинтулов и други сливенски първенци през 1860 г. се основава читалище „Зора“. Основоположник на българското театрално дело е роденият в Сливен общественик и културен деец Сава Доброплодни, който написва първата в историята ни пиеса – „Михал Мишкоед“. През 1843 г. в Сливен е създадено първото текстилно промишлено предприятие в пределите на Османската империя, с началник Добри Желязков. През 1864 г. е открита втора такава, а през 1872 г. се създават тютюнева и спиртна фабрики.
От началото на XVI век Сливен е център на кааза, която териториално остава почти непроменена до средата на XIX век.
През 1738 г. населението на Сливен е преобладаващо турско. В регистър с описи на тимари от 1792 г. за пръв път се споменава Сливенски санджак. Много сливенци участват в гръцкото национално освободително въстание от 1821 – 1829 г. Така например Хаджи Христо е произведен в чин генерал и застава начело на християнските войски от българи, албанци и гърци, а по-късно е избран за депутат в гръцкия парламент. Жителите на града подкрепят и Браилските бунтове, Кримската война от 1853 – 1856 г., като участват и във Втората българска легия. Подобно на мнозина свои съграждани, Кондо бимбаши войвода от Сливен се включва в Сръбското въстание от 1804 – 1813 г. и благодарение на решителните му действия въстаниците превземат Белградската крепост през 1806 г. Подвизите му са възпети от Сима Милутинович в епическото произведение „Сърбиянка“. Д-р Иван Селимински, един от теоретиците на българския национализъм, създава тайно родолюбиво дружество в Сливен по подобие на гръцката „Филики етерия“.
По време на руско-турската война от 1828 – 1829 г. в Сливен влизат войските на генерал Иван Дибич-Забалкански. Превземането на града е последвано от продължителни масови кланета над мюсюлманското население и оскверняване на джамии, в които участват както български и руски войници, така и тълпи от местни жители. През април 1830 г., след края на войната, тук се открива първото в българските земи руско консулство. След изтеглянето на руските войски повече от 15 000 души от града и околните села се изселват в Южна Русия, Бесарабия и Влашко, а в града остават едва 2 – 3 хиляди българи. С това Сливенско претърпява тежък демографски и икономически удар, който притъпява устрема от дотогавашното му развитие и лишава града от водещо положение в българските земи на юг от Стара планина.
Жителите на Сливен се включват активно в църковно-националната борба. През 1859 г. сливенци изгонват гръцкия владика, а Сливенската епархия влиза в границите на създадената на 28 февруари 1870 г. Българска екзархия. Първият духовен водач на епархията е митрополит Серафим Сливенски, който е посрещнат възторжено в града на 3 юли 1873 г.
По време на Априлското въстание Сливен е център на Втори революционен окръг с главен апостол Иларион Драгостинов и помощник-апостоли Стоил Вучков, Георги Обретенов и Георги Икономов. Председател на окръга е Нено Господинов, подпредседател – Димитър Кукумявков, касиер – Петър Каракостов, секретар – Георги Киряков. За знаменосец на въстаниците е избран Стефан Серткостов, а Петрана Обретенова извезва въстаническото знаме. Макар че по време на Руско-турската освободителна война от 1877 – 1878 г. край града се водят сражения, 800 дюкяна и 100 къщи в центъра му са опожарени. Особени заслуги за спасяването на Сливен и редица селища и чифлици в региона от пълен погром има митрополит Серафим. Историческата истина налага да се спомене и застъпничеството на сливенския мютесариф пред главнокомандващия турските войски в Тракия. На 4 януари (16 януари по нов стил) 1878 г. руските войски освобождават Сливен от петвековното османско владичество.
П. Р. Славейков редактира първия брой на сливенския вестник „Българско знаме“ през 1879 г. През XIX век градът е окръжен център и е един от най-големите градове в България с над 20 000 души население, по-голямата част от които българи. Съществуват махалите Мангърска, Дели балта, Кафтанджийска, Кокошарска, Славчова, Коручанска, Драгойчова, Овчарска, Хаджи Вълкова, Попска, Ескинамазгях, Хаджи Яхя и др.

### Сливен след Освобождението
През 1884 г. населението на града възлиза на 20 248 жители, а през 1934 г. вече е 30 600.
На общинските избори през септември 1911 година БРСДП (т.с.) печели най-много мандати, но не успява да поеме управлението на общината до август 1912 година, когато за кмет е избран д-р Йордан Данчев. Партията отново печели изборите през 1915 и 1919 г. Създадени са бюро за социални грижи, бюро по труда, общински жилища за бездомните. Издадени са задължаващи правилници за отношенията между работници и работодатели, за заплатите, за почивните и празничните дни. Управлението е разпуснато на 31 януари 1923 година по решение на доминирания от БЗНС Сливенски окръжен съд.

#### Сливен по времето на комунистическото управление от 1944 до 1990 г.
От началото на Индустриалната революция по българските земи до началото на социалистическото стопанство промишлеността е съсредоточена в северните части на града – в проломите на реките, които текат през него.
Новата власт постепенно започва уедряване на съществуващите заводи и построява нови, като промишлеността се съсредоточва около новопостроената гара. В определен момент заетите в промишлеността наброяват 20 000 работници, като 1/2 от тях са в текстилното производство – вълнен и памучен текстил. Втора по значение е хранително-вкусовата промишленост, а на трето място е машиностроенето (ЗММ – Сливен, Завод „Динамо“ и др.)
Населението расте, като през 1946 г. то наброява 34 291 жители, през 1956 г. – 46 383, а през 1975 г. – 90 137.

## Население

### Численост на населението
Численост на населението според преброяванията през годините:
| \| Година на преброяване \| Численост \| \| --------------------- \| --------- \| \| 1887 \| 20 893 \| \| 1910 \| 25 142 \| \| 1934 \| 31 522 \| \| 1946 \| 35 343 \| \| 1956 \| 47 331 \| \| 1965 \| 69 865 \| \| 1975 \| 90 187 \| \| 1985 \| 102 105 \| \| 1992 \| 106 212 \| \| 2001 \| 100 366 \| \| 2011 \| 91 620 \| \| 2021 \| 80 467 \| |           |
| Година на преброяване | Численост |
| 1887 | 20 893    |
| 1910 | 25 142    |
| 1934 | 31 522    |
| 1946 | 35 343    |
| 1956 | 47 331    |
| 1965 | 69 865    |
| 1975 | 90 187    |
| 1985 | 102 105   |
| 1992 | 106 212   |
| 2001 | 100 366   |
| 2011 | 91 620    |
| 2021 | 80 467    |

| Година     | 1887   | 1910   | 1934   | 1946   | 1956   | 1965   | 1975   | 1985    | 1992    | 2001    | 2003   | 2009   | 2011   |
| Население  | 20 893 | 25 142 | 30 571 | 34 291 | 46 175 | 68 384 | 90 187 | 102 423 | 106 212 | 100 366 | 98 960 | 94 456 | 91 620 |
| Източници: |        |        |        |        |        |        |        |         |         |         |        |        |        |

### Състав
При своето посещение в Сливен след Освобождението Константин Иречек посочва следните данни:
| „                                                          | Sliven čítá nyní 3797 domův s 20.248 obyvateli. z nichž je 15.184 Bulharův, 2877 Turkův, 1399 Cìkánův, 400 Židuv ṡpanélských a 279 Arménův. В превод на български: Домовете наброяват 3797, а общото население е 20 248 души, от които 15 184 българи, 2877 турци, 1399 цигани, 400 испански евреи, 279 арменци и 109 други. | “ |
| Cesty po Bulharsku, Konstantin Josef Jireček, 1888, с. 520 | |   |

Според проведеното преброяване към 1 февруари 2011 г. в Сливен живеят 91 620 души. За сравнение към 1 март 2001 г. те са били 100 366. Това показва, че естественият прираст за града е -8,7 %, а абсолютната му стойност е -8746. Градът се намира във втората поред област по брой на циганите – 11,8% от цялото циганско население за страната или 38 390, в най-малко грамотната и сред най-слабо икономически активните – 60%. В града живеят представители на различни етнически групи: българи, арменци, каракачани, цигани, турци и руснаци. Двете основни вероизповедания са православно християнство и ислям. Характерна черта за населението на Сливен е, че през периода 1887 – 1992 г. то прогресивно е растяло, но след демократичните промени и извършения преход към пазарна икономика броят на жителите постоянно намалява и достига отрицателен естествен прираст от -8,7%.
| Етнически състав    | 1885   | 1885   | 1900   | 1900   | 1905   | 1905   | 1910   | 1910   | 1920   | 1920   | 2011   | 2011   |
| Етнически състав    | Брой   | %      | Брой   | %      | Брой   | %      | Брой   | %      | Брой   | %      | Брой   | %      |
| ------------------- | ------ | ------ | ------ | ------ | ------ | ------ | ------ | ------ | ------ | ------ | ------ | ------ |
| Българи             | 15 184 | 75,0%  | 19 237 | 78,4%  | 20 147 | 80,6%  | 20 108 | 80,0%  | 22 903 | 80,2%  | 68 853 | 75,1%  |
| Цигани (Роми)       | 1 399  | 6,9%   | 1884   | 7,7%   | 1998   | 8,0%   | 2617   | 10,4%  | 2865   | 10,0%  | 5666   | 6,2%   |
| Турци               | 2877   | 14,2%  | 2216   | 9,0%   | 1768   | 7,1%   | 1367   | 5,4%   | 1600   | 5,6%   | 2637   | 2,9%   |
| Евреи               | 401    | 2,0%   | 584    | 2,4%   | 561    | 2,2%   | 606    | 2,4%   | 641    | 2,2%   | 1,388  | 1,5%   |
| Арменци             | 279    | 1,4%   | 376    | 1,5%   | 327    | 1,3%   | 274    | 1,1%   | 284    | 1,0%   | 1,388  | 1,5%   |
| Гърци               | 68     | 0,3%   | 170    | 0,7%   | 148    | 0,6%   | 71     | 0,3%   | 112    | 0,4%   | 1,388  | 1,5%   |
| Други               | 40     | 0,2%   | 82     | 0,3%   | 62     | 0,2%   | 99     | 0,4%   | 157    | 0.6%   | 1,388  | 1,5%   |
| Не се самоопределят | -      | -      | -      | -      | -      | -      | -      | -      | -      | -      | 491    | 0,5%   |
| Непоказано          | -      | -      | -      | -      | -      | -      | -      | -      | -      | -      | 12,585 | 13,7%  |
| Общо                | 20 248 | 20 248 | 24 549 | 24 549 | 25 011 | 25 011 | 25 142 | 25 142 | 28 562 | 28 562 | 91 620 | 91 620 |

## Религия
Община Сливен се доминира от християнското вероизповедание. На него се падат 4/5 от посочилите отговор. В неговите рамки най-многобройни са източноправославните (76,67%), следвани от протестантите (4,32%) и католиците (0,46%). Като мюсюлмани са се определили 2,84% от отговорилите при преброяването. Останалите или не са се самоопределили, или са посочили, че са нерелигиозни.
В града съществува конгрешанска църковна община, част от Съюза на евангелските съборни църкви.
Край Сливен се е намирало средновековното манастирско селение, познато под името Света гора Сливенска/Сливенска Света гора. За него пишат братята Шкорпил в „Спомен на Сливен и манастирите му. Исторически бележки”, както и съвременни учени.

### Храмове
| Православен храм                | Местоположение (адрес)                                | Година на отваряне                       |
| Катедрален храм „Свети Димитър“ | пл. Хаджи Димитър 3                                   | 1831 г.                                  |
| Храм „Свети Николай“            | ул. Московска 12                                      | 1834 г.                                  |
| Храм „Света София“              | ул. Добри войвода 25                                  | 1836 г.                                  |
| Храм „Света Троица“             | кв. Речица                                            | 1924/2003                                |
| Храм „Света Богородица“         | ул. Св. св. Кирил и Методий 19                        | 1896 г.                                  |
| Храм „Теодор Тирон“             | местност „Селището“                                   | 2017                                     |
| Храм „Цар Борис“                | „ул. Стефан Караджа“ 12Б                              | 2012                                     |
| Храм „Света Петка“              | парк Юнак                                             | Открит през 2023. Първата копка юни 2008 |
| Параклис „Свети Мина“           | между кварталите „Ново село“ и местността „Хисарлъка“ | 1939                                     |
| Параклис „Света Анна“           | в двора на Гимназията по текстил                      |                                          |
| Параклис „Свети Пантелеймон“    | в болница „Д-р Иван Селимински”                       |                                          |
| Параклис                        | в Сливенския затвор                                   | 1998                                     |

| Протестантски храм                    | Местоположение (адрес) | Година на отваряне |
| Евангелска съборна църква             | ул. Ниш 3              | 1889 г.            |
| Евангелска петдесятна църква          | ул. Булаир 6           | 1920 г.            |
| Християнска баптистка църква „Алетея“ | ул. Георги Икономов 31 |                    |

## Политика
Кметове от БСП са начело на Община Сливен в периода 1990 – 91 /Временна управа/, 1995 – 2003 и 2011 – 2015 година. За втория си мандат (2007 – 2011), начело на Общината, Йордан Лечков е издигнат от ПП ГЕРБ. От 2015 г. кмет на Община Сливен е Стефан Радев. На местните избори през 2015-а и 2019 година той е издигнат от ГЕРБ (печели и през 2019 г.). Христин Петков е кмет от СДС от 1991-ва до 1995 година.
На местните избори през 2011 г. на втори тур печели с 52,94% от преброените гласове кандидатът на БСП (и нечленуващ в партията) генерал Кольо Милев спрямо кандидата на ГЕРБ (също нечленуващ) Йордан Лечков.
От 2015 г. кмет на Сливен е Стефан Радев, издигнат от ПП ГЕРБ (2015 и 2019 година), преизбран с 64,75% на втори тур на местните избори през 2019 г. На 11 ноември 2019 г. официално встъпва в длъжност.

### Общински съвет
Според Закона за местното самоуправление и местната администрация управлението на град Сливен е съставено от градоначалник и общински съвет от четиридесет и един съветници. На всеки четири години се избира нов общински съвет и кмет. Първоначалното разпределение на местата в настоящия общинския съвет е следното:
| Партия                                         | Изборен резултат | Получени гласове | Места |
| ---------------------------------------------- | ---------------- | ---------------- | ----- |
| ПП ГЕРБ                                        | 35,55%           | 12 578           | 17    |
| К „БСП за България“                            | 20,50%           | 7254             | 10    |
| ПП СДС                                         | 4,79%            | 1695             | 2     |
| МК „БАСТА“                                     | 4,49%            | 1588             | 2     |
| ПП „Нова алтернатива“                          | 4,22%            | 1493             | 2     |
| ПП ДПС                                         | 3,76%            | 1332             | 2     |
| ПП БСДП                                        | 3,54%            | 1254             | 2     |
| ПП „Възраждане“                                | 2,90%            | 1025             | 2     |
| МК „Движение ЗАЕДНО за промяна“                | 2,71%            | 959              | 1     |
| ПП „Християндемократическа партия на България“ | 2,69%            | 952              | 1     |

През януари 2021 г. общинският съветник от МК „Движение ЗАЕДНО за промяна“ Румен Бозуков става член на Българската социалистическа партия и се присъединява към групата общински съветници от К „БСП за България“ в Сливенския общински съвет. По този начин съветниците от „БСП за България“ стават 11 на брой.

## Икономика и инфраструктура

### Промишленост
В Сливен е силно застъпена леката промишленост и в по-малка степен тежката. В миналото е бил известен като голям център на вълненотекстилната промишленост. Традициите в този стопански отрасъл са запазени. Днес основните произвеждани стоки са вълнени прежди, килими, настилки, хавлиени тъкани и изделия, чорапи и облекло. Второ място по значение заема хранително-вкусовото производство. Застъпени са винопроизводството, млекопреработката, производството на месо и месни продукти, на плодови и зеленчукови консерви и преработката и пакетирането на ядки.
През социализма развитие получават и други отрасли на промишлеността, но преди всичко машиностроенето. Тогава основно се сглобяват металорежещи машини и осветителни тела. Днес се произвеждат стругови машини, колонни пробивни машини, дървообработващи машини, металорежещи машини, селскостопанска техника. Към 2018 година в завода на „Язаки България“ се произвеждат електрически инсталации за сглобяваните в Турция микробуси „Форд Транзит“, като в него работят около 1500 души. През последните години делът на строителството в индустриалния сектор бележи постепенно увеличаване.

### Селско стопанство
Земеделските земи заемат 1827 хил. дка, от които 257 хил. дка с възможности за напояване. Растениевъдството осигурява производството на продукти, необходими за изхранване на населението и основни суровини за преработвателните предприятия и продуктивното животновъдство. Отглеждат се зърнени култури (повече от половината обработваема земя в областта), лозя и праскови. Големи площи около града са известни под общото название „Долината на прасковите“. Животновъдството е втори основен подотрасъл на селското стопанство в областта – основно говедовъдство и свиневъдство, а където има пасища и овцевъдство и месодайно говедовъдство.

### Търговия
- Вериги хипермаркети /вкл. супермаркети/: „Билла“ (хипермаркет и два супермаркета), „Кауфланд“ 1: бул. „Георги Данчев“ 30, „Кауфланд“ 2: бул. „Цар Симеон“ 39, „Лидл“ 1: бул. „Цар Симеон“ 37, „Лидл“ 2: бул. „Стефан Стамболов“ 10, „Технополис“, „Техномаркет“.

## Образование и наука

### Висши училища
В Сливен функционира обединена база на Технически университет – София. В състава ѝ влизат Инженерно-педагогическият факултет, който включва четири катедри, и Колеж – Сливен, който включва една секция и една катедра.
През 2013 г. в Сливен е разкрит филиал на Медицински университет – Варна, който осъществява обучение по специалностите „Медицинска сестра" и „Акушерка".

### Профилирани и професионални гимназии
В Сливен функционират седем професионални гимназии и три профилирани.
| Училище                                                                              | Директор             | Сайт                                                               | Оценки за училището - 1. Бал по БЕЛ (брой ученици/оценка) - 2. Бал на вестник „24 часа“ - 3. Бал на МОН 2007/2008                                                                                   |
| ------------------------------------------------------------------------------------ | -------------------- | ------------------------------------------------------------------ | --- |
| ПГПЗЕ „Захарий Стоянов“ (Профилираща гимназия с преподаване на западни езици)        | Ефросина Кисьова     | gpzebg.org                                                         | - 1. 176 / 5,64 - 2. На 22-ро място в топ 25 на езиковите гимназии с рейтинг 344 (рейтинг над 300 е отлична оценка). - 3. На първо място в град Сливен с профил английски език и среден бал 31, 697 |
| ППМГ (Профилираща природо-математическа гимназия) „Добри Чинтулов“                   | Мариана Милева       | pmg-sliven.com Архив на оригинала от 2009-03-16 в Wayback Machine. | - 1. 182 / 5,15 - 2. На 20-място сред всички средни училища в България с рейтинг 396. - 3. На второ място в град Сливен с профил математика и среден бал 30, 2595                                   |
| Профилираща хуманитарна гимназия „Дамян Дамянов“                                     | Дияна Костадинова    | hg.sliven.net                                                      | 52 / 5,22 |
| Национална художествена гимназия „Димитър Добрович“                                  | Александър Дойчинов  | nhgdd-sliven.net                                                   | |
| ПГИ „Проф. д-р Димитър Табаков“ (Професионална гимназия по икономика)                | Димитър Добрев       | pgisliven.eu                                                       | 126 / 5,06 |
| Професионална гимназия по хотелиерство и туризъм „Акад. Неделчо Неделчев“            | Мария Петрова        | www.pght-sliven.com                                                | |
| Професионална гимназия по електротехника и електроника „Проф. Мария Склодовска-Кюри“ | Татяна Башева-Кънева | pgee-sliven.bg                                                     | |
| Професионална гимназия по текстил и облекло „Добри Желязков“                         | Даниела Караманова   | www.pgto-sliven.com                                                | |
| Сливенска професионална гимназия по строителство и геодезия „Арх. Георги Козаров“    | Красимир Георгиев    | www.pgsg-sliven.com                                                | |
| Професионална гимназия по механотехника                                              | Елена Атанасова      | pgmsliven.com                                                      | |

### Общообразователни училища
На територията на град Сливен се намират 1 начално училище, 8 основни и 4 средни училища, а към Сливенския затвор функционира средно училище „Аргира Жечкова“
Основни училища
- Основно училище „Христо Ботев“. Едно от най-старите училища в града.
- Основно училище „Д-р Иван Селимински“
- Основно училище „Димитър Петров“
- Основно училище „Братя Миладинови“
- Основно училище „Панайот Хитов“
- Основно училище „Юрий Гагарин“
- Основно училище „Св. Св. Кирил и Методий“
- Основно училище „Елисавета Багряна“

Средни училища
- Средно училище „Хаджи Мина Пашов“
- Средно училище „Пейо Яворов“
- Средно училище „Йордан Йовков“
- Средно училище „Константин Константинов“

Пето СУ „Пейо К. Яворов“ е било популярно с въвеждането по времето на социализма на така наречената „Сендовска система“ на обучение. А 11 СУ „Константин Константинов“ – със създаването на музикални паралелки, в които учениците имат възможност да изучават професионално класически и народни музикални инструменти, както и да пеят в класически (школуван) хор.

### Начални училища
В централната градска част, на ул. „Йосиф Щросмайер“ 9 се намира начално училище „Васил Левски“.

### Детски градини
В Сливен функционират 14 детски градини.

## Култура

### Театри
Театралните традиции в Сливен започват преди 140 години, когато в града се открива първата театрална сцена. През 1918 г. се създава първата професионална театрална трупа в читалище „Зора“. Понастоящем Драматичен театър „Стефан Киров“ е професионален държавен театър. Новата сграда на театъра е построена през 1986 г. и разполага с голяма зала (484 места), камерна зала (121 места), балетна зала, просторно фоайе на две нива с бар за зрители, административна част. През 2008 г. театърът чества своята 90-годишнина.
Държавен куклен театър – Сливен е създаден през 1961 г. (тогава самодеен, от 1971 е държавен), разположен е в обновената през 80-те години на 20 век сграда на бившето кино „Балкан“.

### Музеи
- Регионален исторически музей „Симеон Табаков“[43]
- Къщата музей „Хаджи Димитър“[44]
- Национален музей на текстилната индустрия[45]
- Къщата музей „Добри Чинтулов“[46]
- Къщата музей на сливенския градски бит от XIX век[47]

- Музеи и галерии
- Национален музей на текстилната индустрия
- Къща музей „Добри Чинтулов“
- Къща музей на сливенския градски бит от XIX век
- Старата сграда на Сливенския затвор, дадена на РИМ

### Галерии
- Зала „Сирак Скитник“
- Художествена галерия „Димитър Добрович“
- Галерия „Май“

### Читалища и културни домове
- Регионална библиотека „Сава Доброплодни“[48]
- Народно читалище „Хаджи Димитър“
- Народно читалище „Зора“ има дългогодишна история и в него се съхранява най-старата книга в Сливен, датирана от началото на османската власт за българите. На първата ѝ страница е записано OPERVM/ 'ARISTOTELIS' TOMVS II/ LIRORVMAPI, а най-отдолу скромно е отбелязана годината 1597.

Книгата е печатана 200 години след падането на България под османска власт и възрастта ѝ е 410 години. Интересен факт е, че тази книга е издадена само 141 години след Гутенберговата библия. Притежателят на старината е неизвестен. Има предположение, че тя е от колекцията на д-р Иван Селимински или някой друг от възрожденците, които са дарили всичките си архиви на читалищна библиотека „Зора“. Подвързията и е от тънка, добре обработена агнешка кожа, която прилича на старите папируси, върху които хората са пишели някога. Страниците са на брой около 1500 и са ръчно изработени от хартия, която и до днес се е запазила. Печатният шрифт е дело на ювелир.
- Клуб на дейците на културата
- Зала „Сливен“

### Музика
- Симфоничен оркестър – Сливен[49] е класически симфоничен оркестър в град Сливен. Заедно с оркестрите в Русе и Шумен, симфоничният оркестър в Сливен е един от най-ранно създадените класически оркестри в следосвобожденска България. Оркестърът е основан от видния общественик, цигулар и диригент Михаил Тодоров, по-известен като Мишо Тодоров.
- Смесен хор „Добри Чинтулов“ при Народно читалище „Зора 1860“ е класически (школуван) хор в град Сливен.
- Военен духов оркестър при Център за подготовка на специалисти – Сливен е създаден през 1886 г. като оркестър на „11-и Пехотен полк“. За негов пръв диригент е назначен Йосиф Коломати.
- Ансамбъл за народни песни и танци – Сливен[50] е създаден през 1959 г. в град Сливен за издирване и творческо пресъздаване на българския фолклор, за претворяване на сцената и в ефир красотата на автентичните фолклорни образци, както и създаване на произведения на фолклорна основа с участието на съвременни творци – композитори, хореографи, музиканти, художници, поети. През 1977 г. получава статут на професионален ансамбъл. Репертоарът му съдържа много песни и танци от огромното фолклорно наследство на сливенския регион, както музикални и танцови композиции от всички региони на страната

В творческата дейност на ансамбъла има уникални музикално-танцови композиции: „Котленска седянка“ – театрално-танцова постановка; „Сливенски ритми“; „Тракийска сюита“; „Сватбени мелодии“; хорови композиции и композиции на основата на танцовото и песенно богатство от други региони като „Шопска сюита“, „Сюита от Пиринско“ и „Добруджанска сюита“.
Ансамбълът е имал 5000 концертни изяви в България и чужбина през своята 50-годишна история. Участвал е в различни програми в Русия, Украйна, КНДР, Германия, Унгария, Чехословакия, Румъния, Франция, Испания, Югославия, Турция, Молдова, Тунис, Йордания. Аудио и видео записи на ансамбъла могат да бъдат видени и чути по Българска национална телевизия, Българско национално радио и други медии.
От създаването си Ансамбъл „Сливен“ е удостоен с много отличия и награди, като по важните са:
1986 г. – Носител на орден „Кирил и Методий“ – I степен за активна творческа и изпълнителска дейност и във връзка с 25 години от създаването му.
1999 г. – „Златна лира“ – награда на Съюза на българските музикални и танцови дейци и Министерството на културата за 40-годишния юбилей.
2009 г. – „Кристална лира“ – награда на Съюза на българските музикални и танцови дейци и Министерството на културата за спектаклите „Хайдушка клетва“ и „Хоро се вие сред Сливен“ и 50-годишния юбилей.
Много от изпълнителите на Ансамбъла са носители и на индивидуалните награди на Съюза на българските музикални и танцови дейци – златна, сребърна и бронзова лира.
Ансамбълът е носител на престижни награди от национални и международни фолклорни фестивали и конкурси. Изнесъл концерти с участието на известни гост-изпълнители като: Теодосий Спасов, Динка Русева, Елена Граматикова, Красимир Станев, Жечка Сланинкова, Данислав Кехайов, Ваня Вълкова, Пепи Христозова, Тодор Кожухаров, Христина Анастасова, Деси Слава, Цветелина и сестри Диневи. Също така има и участия в театрални постановки под режисурата на Николай Априлов.
С репертоара си ансамбъл „Сливен“ може да представи успешно българския фолклор в страната и чужбина. Над 50 танцови изпълнения и сюити, 30 оркестрови композиции и 100 фолклорни песни от различни региони на България са включени в програма с продължителност между 15 минути и 2 часа. Ансамбъл за народни песни и танци „Сливен“ се състои от директор, оркестър, хор и танцов състав.
- Младежки танцов състав „Браво“,[52]
- Детски фолклорен танцов състав „Българче“,[53]
- Представителен детски танцов ансамбъл „Тракийче“, с ръководители Мирчо Дерменски и Виолина Петкова
- Представителен танцов състав „Бисерче“
- Детски хор „Дружна песен“ при Център за подкрепа за личностно развитие – Детски комплекс – Сливен е създаден през 1969 г. от Методий Григоров.
- Обединена школа по изкуства „Мишо Тодоров“ при Народно читалище „Зора 1860“

### Медии
Популярни електронни медии са „НАБЛЮДАТЕЛ БГ“, Агенция „СЕДМИЦА“ – Сливен, Sliveninfo, SlivenPress. Печатни издания – 1 – в. „Сливенски новини“. Телевизия – Канал 6.

### Спорт и спортни съоръжения
- Стадион „Хаджи Димитър“ (общинска собственост[54]) – е мултифункционален стадион, намиращ се в Сливен. Построен е през 50-те години на 20 век и има капацитет 9000 седящи места и размери 105 m дължина и 68 m широчина. Реконструиран е през периода 1984 – 1989 г. През 2004 г. спортен комплекс „Хаджи Димитър“ е отдаден на концесия за 30 години, като продължава работата по неговото осъвременяване. В своя завършен вид комплексът включва хотел, ресторант, две затревени тренировъчни игрища, тенис кортове, басейн. Самият стадион се преустройва основно според всички критерии на ФИФА и УЕФА. Към стадиона има 3 помощни игрища, две от които затревени и едно с изкуствена настилка), а лекоатлетическата писта с тартанова настилка е съобразена с всички изисквания за провеждане на международни състезания на IAAF.[55]
- Спортна зала „Младост“ е зала за лека атлетика. Намира се зад футболния стадион „Хаджи Димитър“.
- Спортна зала „Асеновец“ е зала за волейбол. Построена през 1971 година. Намира се в западния край на Сливен, в квартал „Клуцохор“.
- Спортна зала „Васил Левски“ е зала за баскетбол. Намира се зад футболния стадион „Хаджи Димитър“.
- Спортна зала за СК по борба „Станка Златева“. Намира се зад футболния стадион „Хаджи Димитър“.

#### Спортни клубове
- ПОФК Сливен 2000.
- Волейболен клуб „Сливен“ – създаден през 2003 г., активно участва (във всички възрасти) в първенствата на Българска федерация по волейбол, многократен финалист в държавните първенства.
- Баскетболен клуб „Тони 7“ – създаден през 2000 г., шампион на А група за жени сезон 2009/2010, многократен медалист от девическите първенства на България.

- Баскетболен клуб Сливен Баскет - създаден през 2011 г., участва в първенствата на Българска Федерация по баскетбол, от 2024 г. клубът се състезава в ББЛ юг А група

### Архитектура
Сградата на Сливенската митрополия (паметник на културата) на пл. „Хаджи Димитър“ е строена през 30-те години на 20 век. Архитект е Захари Илиев. Сградата на ПГХТ е старата сграда (също паметник на културата) на Сливенската мъжка гимназия (в началото е наподобявала древногръцки храм).

## Транспорт
Градският транспорт в Сливен се стопанисва от „Пътнически превози“ ЕООД. Предприятието е 100% общинска собственост.

### Автобусен транспорт
Автобусният парк разполага с автобуси от марките SOR BN 9.5, SOR BN 10.5, Mercedes O405, Iveco Otoyol и SOR EBN 9.5. Автобусите от марката SOR са от чешкия автобусен производител SOR Libchavy.

#### Линии
| Номер | Начална спирка                      | Крайна спирка                                          |
| ----- | ----------------------------------- | ------------------------------------------------------ |
| 2     | Диспечерски пункт "Дюлева река"     | бивше стъкларско предприятие „Кварц“ (Промишлена зона) |
| 3     | Диспечерски пункт "Дюлева река"     | Тролейбусно депо                                       |
| 4А    | кв. Кольо Фичето                    | Тролейбусно депо                                       |
| 5     | пл. Таньо войвода                   | ПП „Успех“ (кв. Речица)                                |
| 7     | пл. Таньо войвода                   | Подстанция "Комуна"                                    |
| 9     | ДКЦ 2                               | „Е. Миролио“ ЕАД (нов цех)                             |
| 11    | Супермаркет „Мерканто“ (кв. Дружба) | ул. Булаир                                             |
| 14    | пл. Таньо войвода                   | кв. Дебела кория                                       |
| 18    | Диспечерски пункт "Дюлева река"     | Тролейбусно депо                                       |
| 22    | Диспечерски пункт "Дюлева река"     | бивше стъкларско предприятие „Кварц“ (Промишлена зона) |
| 22М   | Диспечерски пункт "Дюлева река"     | „Е. Миролио“ ЕАД (нов цех)                             |
| 22К   | Диспечерски пункт "Дюлева река"     | бивше стъкларско предприятие „Кварц“ (Промишлена зона) |
| 22Д   | Диспечерски пункт "Дюлева река"     | „АСТРАТРАНС“ АД (Промишлена зона)                      |
| 24    | пл. Стоил войвода                   | Нови гробища                                           |
| 110+4 | ЖП Гара                             | кв. Кольо Фичето                                       |
| 116   | Диспечерски пункт "Дюлева река"     | ДКЦ-2                                                  |
| 201   | Диспечерски пункт "Дюлева река"     | Спортен комплекс „Асеновец“                            |
| 5М    | пл. Таньо войвода                   | с. Мечкарево                                           |
| 6     | пл. Таньо войвода                   | Сливенски минерални бани                               |
| 12    | ДКЦ 2                               | Моллова гора                                           |
| 15    | пл. Таньо войвода                   | с. Чинтулово                                           |
| 17    | пл. Таньо войвода                   | с. Крушаре                                             |
| 25    | пл. Таньо войвода                   | с. Сотиря                                              |
| 33    | пл. Таньо войвода                   | с. Тополчане                                           |

### Тролейбусен транспорт
Тролейбусният превоз в град Сливен е открит на 24 май 1986 г. Тролейбусното депо разполага с тролейбуси Škoda 14Tr и SOR TNS 12.

#### Линии
| Номер | Начална спирка                  | Крайна спирка               |
| ----- | ------------------------------- | --------------------------- |
| 201   | Диспечерски пункт "Дюлева река" | Спортен комплекс „Асеновец“ |

### ПВЛ „Сливен – Карандила“
Проектирана, доставена и въведена в експлоатация от българо-унгарско дружество „Интрансмаш“ – София през 1974 г.
- Дължина по наклона – 1895 m;
- Превишение – 597 m; кота на долна станция – 390 m; кота на горна станция – 987 m;
- Превозоспособност във всяка посока – 270 души/час;
- Скорост – 1,6 m/s;
- Времетраене на пътуването – 20 минути.
- Изходен пункт до долна лифтова станция (местност Каптажа):

От информационен център на природния парк „Сините камъни“ – 10 мин. От град Сливен – с градски автобус или пеша.
- Изходен пункт от горна лифтова станция (местност Слънчева поляна):

От хижа „Карандила“ и хотел „Карандила“ – 30 мин.

#### Работно време
Пътническа въжена линия (ПВЛ) работи всеки ден от 8:30 часа до 16:00 часа, като качването в 15:30 часа е еднопосочно.
Работното време варира според сезона – през летния сезон ПВЛ работи до 18:00 часа с последно качване в 17:30 часа.
В понеделник ПВЛ работи следобед от 12:00 до 16:00 часа поради профилактика до обяд.

## Забележителности
54 Сливен е под № 54 в 100-те национални туристически обекта на България, предсравен от: Къща музей „Хаджи Димитър“, Национален музей на текстилната индустрия и Художествена галерия „Димитър Добрович“

### Старият бряст
Старият бряст, който расте в центъра на града (началото на пешеходната зона по бул. „Цар Освободител“), е дърво от вида полски бряст (Ulmus kampestris), и е на около 1300 години, обявено е за защитен обект, който се охранява от държавата. Той е остатък от Великата българска гора (Silva Magna Bulgarica), която се простирала от Родопите до Черно море. Около 20 такива бряста са останали в село Самуилово, на 7 km от Сливен. Всички са обявени за защитени обекти и се полагат грижи за тяхното опазване. За да се спрат евентуалните гнилостни процеси или развъждане на микроорганизми, кухините са запълнени с укрепителен пълнеж, като са оставени и отвори за естествена вентилация. Според поверието Старият бряст бил използван от османските турци за обесване на заловени хайдути:
| „ | Известно е това дърво, то е един от символите на града. Лобно място и светиня, паметник на бунтовната непреклонност на сливенци, Старият бряст е в същото време трогателен, държелив представител на вече чезнещ вид. Не се знае дали точно тук поробителят преди векове е бесил дедите – юнаци, но хората от града обичат този препатил мъдрец и го поддържат. (Дамян Дамянов) | “ |

През 2014 г. е избран за „Европейско дърво на годината“ със 77 526 гласа.
През 2018 г. състоянието на дървото се влошава. Основни скелетни клони изсъхват. Общинските власти, специалисти от страната и чужбина търсят най-добрата възможност, за да запазят жив бряста, но опитът им е неуспешен.

### Крепост „Туида“
„Туида“ е ранновизантийска и средновековна крепост, чийто останки са разположени на хълма Хисарлъка в североизточната част на Сливен, от който се открива неповторима гледка към величествените „Сини камъни“ и към града (хълмът се намира до кв. „Ново село“). Тя е част от укрепителната старопланинска система, имала изключително важна роля за отбраната на Римската империя, по-късно и на ранната Византийска империя, а така също и за средновековната българска държава.
След известно прекъсване, археологическите разкопки на крепостта започват отново през 2004 г. Целта им е окончателното проучване и консервация на архитектурно-археологическите паметници, експонирането на крепостта с оглед превръщането ѝ в една от забележителните туристически атракции на града.

### Местност „Карандила“
Местността „Карандила“ се намира на 10 km от град Сливен и е част от природен парк „Сините камъни“.
В местността има почивни станции, изкуствено създадено езеро, спортно-туристически комплекс – „Сините камъни“. Тук се издигат телевизионната кула и площадка, която се използва за делтапланеризъм и парапланеризъм.
Възможности за достигане до местността: с лифт, чиято начална станция е на 1 km от Сливен; по т.нар. „Хайдушка пътека“ – пеша; по асфалтов път от града до местността.

### Часовникова кула
Старата часовникова кула се намира в центъра на Сливен, до 5 СУ „П. Яворов“. Построена е през 1808 г. Служила е и за пожарникарска наблюдателница. През 1936 г. силна буря разрушава горната дървена част, която е възстановена около шестдесет години по-късно – в първоначалния вид от ХІХ век.

### Природен парк „Сините камъни“
Природен парк „Сините камъни“ е разположен в Източна Стара планина. На юг от него, в непосредствена близост е гр. Сливен. „Сините камъни“ е обявен за природен (тогава народен) парк през 1980 г. През 2002 г. обхватът му е разширен.
Паркът заема площ от 11 380,1 хектара, представляващи извори, върхове, скали, гори и поляни.
Най-високата точка на природния парк е връх Българка (1181 m).
На територията на парка се намират множество природни забележителности, сред които т.нар. скални феномени.
Местната флора и фауна е представена от различни видове, някои от които са включени в Червената книга на България.

### Паметник на Хаджи Димитър и сливенските възрожденци
Паметникът на Хаджи Димитър и сливенските възрожденци е разположен на едноименния площад в центъра на Сливен. Монументът е изграден през 1931 – 1935 г. и представлява 12-метров пиедестал, върху който е поставена близо 4-метровата скулптура на сливенския войвода Хаджи Димитър. В основите са изваяни бюстовете на други видни борци за свобода от този край, сред които Добри Чинтулов, Панайот Хитов, Георги Икономов и други. Автор на комплекса е сливенският скулптор Стефан Пейчев.
Родната къща на войводата, от края на 18, началото на 19 век, понастоящем е къща музей към РИМ – Сливен. Тя е паметник на културата и е отворена за посетители.

## Личности
Сред видните личности, родени в Сливен, са Добри Чинтулов, Симеон Табаков, Константин Константинов, Сирак Скитник, Дамян Дамянов, Радой Ралин, Маргарита Хранова, Виолета Гиндева, Иван Славов, Кеворк Кеворкян, Станка Пенчева, Георги Калайджиев, Васил Василев – Зуека.

## Побратимени градове на Сливен
Сливен е побратимен град с 16 други града от Европа и Азия.
| Град | Държава |
| --- | --- |
| Алба Юлия Воронеж Гера Джараш Кесаряни Кутаиси Печ Светлогорск Текирдаг Тернопол Чунцин Чеонан Мелитопол Тараклия Бидгошч Ниш | Румъния · Русия · Германия · Йордания · Гърция · Грузия · Унгария · Беларус · Турция · Украйна · Китай · Южна Корея · Украйна · Молдова · Полша · Сърбия |

## Други
На Сливен е наречена улица в квартал „Банишора“ в София (Карта).